# Ceraspis subvittata
Ceraspis subvittata är en skalbaggsart som beskrevs av Moser 1921. Ceraspis subvittata ingår i släktet Ceraspis och familjen Melolonthidae. Inga underarter finns listade i Catalogue of Life.